# Crkva sv. Jurja s ostatcima antičke villae rusticae
Crkva sv. Jurja nalazi se u Zavodu, zapadnom dijelu Baćine u središnjem dijelu polja. Sagrađena je na ostacima antičke ville rustice iz kraja 1. i početka 2. stoljeća. Kao matica srednjovjekovne župe Baćina, spominje se prvi put u 14. stoljeću. Današnji oblik crkva je dobila u 19. stoljeću, te predstavlja jednobrodnu građevinu s četvrtastom apsidom, orijentiranu istok – zapad. Nad zapadnim pročeljem uzdiže se trodijelni zvonik na preslicu. Oko crkve se prostire veliko groblje u sklopu kojega se čuvaju rijetki ostatci nekadašnjeg antičkog građevnog sklopa, poput torkulara s naknadno usađenim križem.

## Zaštita
Pod oznakom Z-6030 zavedeno je kao nepokretno kulturno dobro – pojedinačno, pravna statusa zaštićena kulturnog dobra, klasificirano kao »sakralna građevina«.